# Phalangodinus surinamensis
 (novembre 2021).
Genre
Espèce
Phalangodinus surinamensis, unique représentant du genre Phalangodinus, est une espèce d'opilions laniatores à l'appartenance familiale incertaine.

## Distribution
Cette espèce se rencontre au Suriname et au Guyana.

## Description
Le mâle holotype mesure 3 mm.

## Étymologie
Son nom d'espèce, composé de surinam[e] et du suffixe latin -ensis, « qui vit dans, qui habite », lui a été donné en référence au lieu de sa découverte, Suriname.

## Publication originale
- Roewer, 1912 : « Die Familien der Assamiiden und Phalangodiden der Opiliones-Laniatores. (= Assamiden, Dampetriden, Phalangodiden, Epedaniden, Biantiden, Zalmoxiden, Samoiden, Palpipediden anderer Autoren). » Archiv für Naturgeschichte, sér. A, vol. 78, no 3, p. 1–242 (texte intégral).